# Малицкий, Николай Владимирович
Николай Владимирович Малицкий (1881—1938) — российский искусствовед, исследователь средневекового русского искусства.

## Биография
Родился 19 мая 1881 года[по какому календарю?] в семье священника в селе Белка Кременецкого уезда Волынской губернии (ныне Великая Белка, Тернопольская область, Украина). Окончил Санкт-Петербургскую духовную академию (1905), там же преподавал латинский язык и церковную археологию, а также работал хранителем музея. В серии учёных трудов академии опубликовал монографию «Евхаристический спор на Западе в IX веке» (Сергиев Посад, 1917).
После Октябрьской революции работал в Петроградском университете, Государственном институте истории искусств, Русском музее, заведовал фотоархивом Государственной академии истории материальной культуры. Входил в состав Русско-византийской историко-словарной комиссии.
29 ноября 1933 г. арестован по так называемому «делу славистов». Особым совещанием при Коллегии ОГПУ 2 апреля 1934 г. приговорён к трём годам ссылки. По окончании срока вторично арестован в Петрозаводске, умер в заключении 15 января 1938 года в Каргопольлаге. Реабилитирован 28 ноября 1956 г. Военным трибуналом Ленинградского военного округа.
Брат — Неофит Владимирович Малицкий (1871—1935) — архивист, член Владимирской губернской учёной архивной комиссии.